# Okręg wyborczy Ochil and South Perthshire
Okręg wyborczy Ochil and South Perthshire powstał w 2005 r. na bazie zlikwidowanych okręgów Ochil, Perth i okręg wyborczy North Tayside oraz części nadal istniejącego okręgu Angus. Przed wyborami w 2024 okręg został zlikwidowany.

## Deputowani do brytyjskiej Izby Gmin z okręgu Ochil and South Perthshire[3]
- 2005–2015 : Gordon Banks, Partia Pracy
- 2015–2017 : Tasmina Ahmed-Sheikh, Szkocka Partia Narodowa
- 2017–2019 : Luke Graham, Partia Konserwatywna
- 2019–2024 : John Nicolson, Szkocka Partia Narodowa